# Subaru Exiga
Der Subaru Exiga ist ein Pkw-Modell des japanischen Automobilherstellers Subaru. Das siebensitzige und fünftürige Crossover-SUV wurde ab dem 17. Juni 2008 ausschließlich in Japan angeboten. Das mit Front- oder Allradantrieb erhältliche Fahrzeug ist zwischen dem Outback und dem Tribeca positioniert und verbindet Eigenschaften eines Sport Utility Vehicles mit denen eines Vans und eines Kombis.

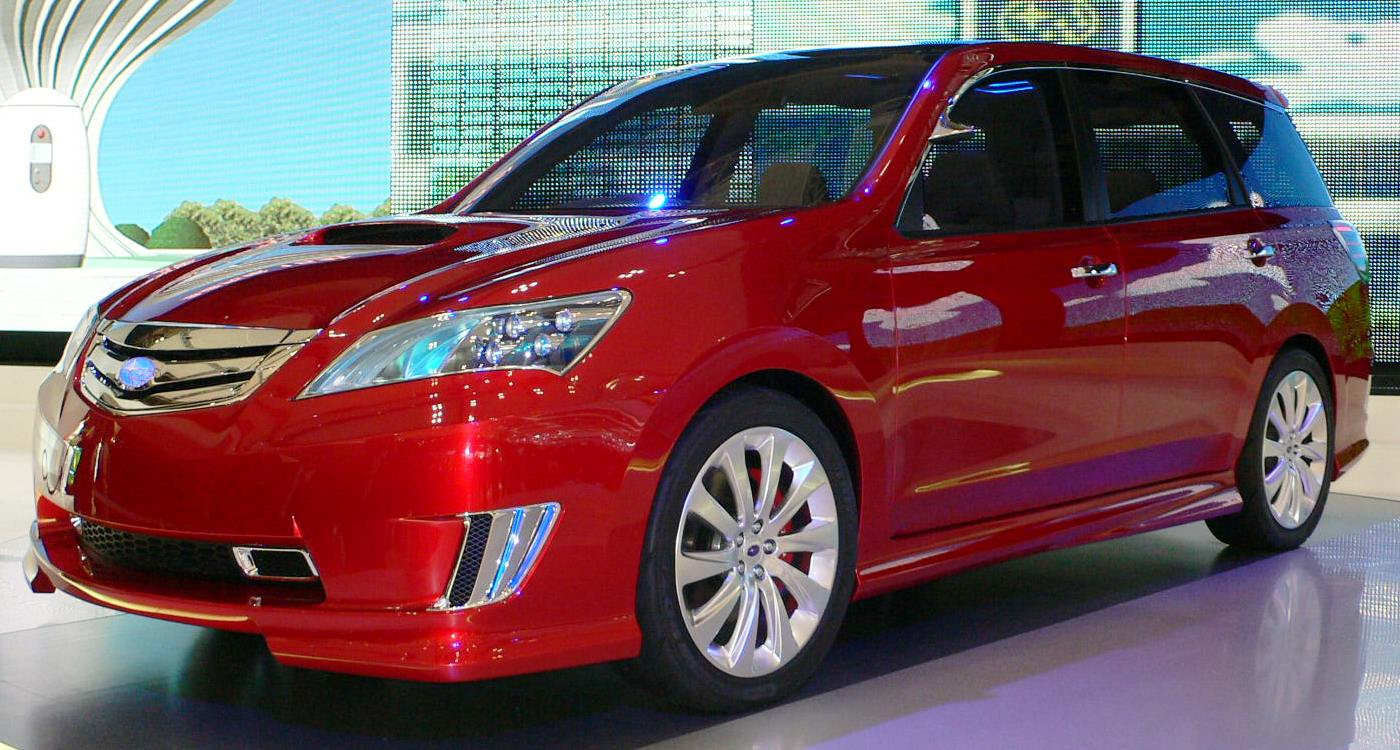
Subaru Exiga Concept

Optisch orientiert sich das Serienmodell am gleichnamigen Konzeptfahrzeug, das 2007 auf der Tokyo Motor Show präsentiert wurde. Auffällig sind der Lufteinlass auf der Motorhaube, die ab der B-Säule leicht ansteigende Seitenlinie, die in das Fensterband integrierte, schwarz verkleidete D-Säule und die zweigeteilten Heckleuchten mit LED-Technik. Die Farbgebung des Innenraums ist wahlweise beige oder schwarz in Verbindung mit Dekoreinlagen aus Holz und Aluminium. Außerdem werden die Dachkonsole, Ablagefächer und der Fußraum indirekt von blauem LED-Licht beleuchtet. Ein optionales Panoramaglasdach soll genügend Licht in das Interieur mit den höhenversetzt angeordneten Sitzreihen leiten.
Insgesamt wurden vier Ausstattungslinien angeboten:
- 2.0i, Basismodell mit Front- oder Allradantrieb
- 2.0i-L, Front- oder Allradantrieb
- 2.0i-S, Allradantrieb
- 2.0GT, Topmodell mit Allradantrieb, anderem Kühlergrill, Seitenschwellern und einem Dachkantenspoiler

Für den Exiga standen zwei Boxermotoren zur Verfügung, ein 2,0-Liter-Benziner mit 109 kW (148 PS) und einem maximalen Drehmoment von 191 Nm in Verbindung mit einer Vierstufen-Automatik und ein 2,0-Liter-Turbomotor mit einer Leistung von etwa 163 kW (222 PS) und einem Drehmomentmaximum von 326 Nm. Der Turbomotor wird nur in Kombination mit der Ausstattungslinie 2.0GT und einem Fünfstufen-Automatikgetriebe angeboten.